# Amblyprora
Amblyprora is een geslacht van vlinders van de familie spinneruilen (Erebidae).

## Soorten
- A. acholi (Bethune-Baker, 1906)
- A. magnifica (Schaus, 1893)
- A. pacifica (Bryk, 1915)
- A. subalba (Seydel, 1937)
- A. superba (Seydel, 1937)